# Ondřej Červíček
Ondřej (Andreas) Červíček (14. června 1844 Praha – 16. února 1928 Bavorov) byl český herec a později principál kočovné divadelní společnosti.

## Životopis
Ondřej Červíček se narodil 14. června 1844 v Praze. Již v dětských letech hrával se svým otcem divadlo a ve svých pamětech o tom píše: „Na počátku roku 1848 uspořádal otec soukromé divadelní představení hry Vdovec a mně pětiletému hochu byla otcem a p. Tylem svěřena úloha malého Jeníka. A myslím, že jsem v ní vynikl, když pak v krátké době se hrála tato hra se mnou a p. J. K. Tylem ve veřejném divadelním představení u Kajetánů na Malé Straně, kamž jsem byl rodiči odveden. Pamatuji se dobře, jak po hře byl jsem od Tyla po hlavě pohlazen a od rodičů objímán a celován.“
Ondřej Červíček se měl stát původně učitelem, ale láska k divadlu byla silnější. V počátcích své herecké kariéry byl statistou a členem Stavovského divadla, později Prozatímního divadla. V mládí vystupoval v různých kočovných divadelních společnostech. V roce 1883 obdržel vlastní ředitelskou koncesi pro Čechy. Jako herec hrával hlavně role charakterní a šarže. V roce 1867 se oženil s Josefou Muškovou, dcerou proslulého herce a divadelního ředitele Hynka Muška a neteří Antonína Muška. Ve dvaašedesáti letech předal divadlo svému synovi Václavovi, který se roku 1889 oženil s herečkou Annou Budínskou a přijal její jméno Budínský.
Členem společnosti byl i herec Josef Kemr (v letech 1940–1945) a herec a režisér Karel Lamač.
Po předání divadelního žezla hrál Ondřej Červíček divadlo dál. Ve svých pamětech píše: „No a léta běžela. Otočil jsem se a bylo mi osmdesát. Poslední postava, kterou jsem se s divadlem vlastně loučil, byla role žháře Valenty v Paličově dceři.“ Konec života trávil Ondřej Červíček se svou druhou ženou počátkem dvacátých let v Bavorově u Vodňan. Zemřel ve věku 83 let.

### Potomci
Ondřej Červíček měl devět dětí, které se většinou věnovaly divadlu a hudbě. František byl vynikající houslista a Jaroslav byl členem plukovní hudby v Hradci Králové a na konci hudební kariéry v Jindřichově Hradci. Už z tohoto důvodu společnost zařazovala do svého repertoáru hry se zpěvem. Její význam byl především v šíření českého jazyka na venkově. Hermína Červíčková, mladší dcera Václava, se v roce 1920 provdala za herce Rudolfa Böhma, který změnil své jméno na Hrušínský. Manželům se v Novém Etynku narodil syn Rudolf, později vynikající český herec a člen Národního divadla v Praze.
Rodina je spřízněna také s rodinou hudebního skladatele Václava Vačkáře.

## Rodokmen
- - Antonie Mušková (1838–1908), m. Josef Faltys (1839–1926), herec a ředitel divadelní společnosti[4]
    - Marie Faltysová (1863–1930), m. Emil Focht (1864–1954), herec
    - Johana Faltysová (1863–1927), m. Václav Vačkář (1881–1954), hudební skladatel
      - Anna Vačkářová (1902– ?)
      - Dalibor C. Vačkář (1906–1984), hudební skladatel
        - Tomáš Vačkář (1945–1963), hudební skaldatel
        - Martin Vačkář (* 1947), japanolog, m. Světlana Nálepková (* 1960)[5][6]

      - Milada Vačkářová (1908–?)
      -  Libuše Vačkářová (1909–?)

    - Břetislav Eduard Faltys (1871–1940)
    - Jaroslav Faltys (1873–1937)
    - Viktorie Faltysová (?–1911)
    -  Karel Faltys (1878–1944), herec

  - Vincenc Mušek (1840–?), herec
  - Adalbert Mušek (1842–1878)
  - Josefa Mušková (1845–1906), m. Ondřej Červíček (1844–1928), herec a ředitel divadelní společnosti[2][4]
    - Stanislav Kašpar Červíček (1867–1867)[7]
    - Otakar Červíček (1867–1942), herec[7]
    - Stanislav Červíček (1870–?), herec, m. Alžběta Kacetlová (1867–?)
      - Bohumil Červíček (1895–?)
      - Adéla Červíčková (1897–?)
      - Pavlína Červíčková (1898–1965), herečka, m. Bohumil Machník (1897–1954), herec[8]
      -  Emil Červíček (1905–?)

    - Františka Červíčková (1872–?)[7]
    - Josefa Červíčková (1873–1906), m. Václav Ferdinand Štok (1880–?)
    - Václav Červíček (1875–1936), m. Anna Pravdová-Budínská (1878 - 1958)[7]
      - Marie Červíčková (1899–1917)[7]
      - Hermína Červíčková (1901–1989), herečka, m. Rudolf Hrušínský nejstarší (1897 - 1956), herec[7]
        - Rudolf Hrušínský (1920–1994), herec, m. Eva Koubová (1928–1997)
          - Rudolf Hrušínský mladší (* 1946), m. Eva Vernerová (* 1947)[7]
            - Rudolf Hrušínský nejmladší (* 1970), m. Martina Švecová (* 1975)[9][7][10]
            - David Hrušínský (* 1977)[7][10]
            -  Martin Hrušínský (* 1984)[7][10]

          - Jan Hrušínský (* 1955), herec, m. Miluše Šplechtová (* 1957), herečka
            - Kristýna Hrušínská (* 1985), herečka, m. Matěj Balcar (* 1991), režisér a scenárista
              -  Vojtěch Balcar (* 2017)

            -  Barbora Hrušínská (* 1991)

      - Václav Červíček Budínský (1902–1985), herec[7]
      -  František Červíček (1903–?)[7]

    - Jindřich Červíček (1878–?)[7]
    - František Červíček (1880–?), herec[7]
    - Jaroslav Červíček (1886–?), herec[7]

  - Josef Mušek (1848–1922)
    - Leokádie Mušková (1880–1958), herečka, m. František Kostka (1879–1947), herec[11]
      - Jiří Kostka (1910–1985), herec, 1. m. Františka Skálová-Wintrová (1911–1973), herečka, 2. m. Netta Deborská (1918 - 2002), herečka
        - Petr Kostka (* 1938), herec, 1. m. Ingrid Vavrouchová (1941–1971), 2. m. Carmen Mayerová (* 1944), herečka
          - Zuzana Kostková (* 1960)
          - Helena Kostková (* 1964)
          - Tereza Kostková (* 1976), herečka, 1. m. Petr Kracik (* 1958), divadelní režisér, 2. m. Jakub Nvota (* 1977), herec a divadelní režisér
            -  Antonín Kracik (* 2007)

        - Jiřina Kostková, m. Břetislav Slováček (1948 - 2018), herec[12]
          - Natálie Slováčková (* 1974)
          -  Jakub Slováček (* 1976)

        - Zora Kostková (* 1952), herečka, m. Antonín Procházka (* 1953), herec a divadelní režisér[12]
          -  Antonín Procházka (* 1979), herec a režisér

  - Alois Mušek (1851–1898), herec
  -  Anežka Mušková (1854–1935), m. Adolf Brázda (1853–1919)
    - Adolf Brázda (1875–1955), malíř a ilustrátor
    -  Otýlie Hrubínová-Brázdová (1876–?), herečka